# The Southwest Classic
La  Rivalité Arkansas-Texas A&M (aussi surnommée The Southwest Classic) est une célèbre rivalité dans le football américain universitaire, ayant débuté en 1903 et opposant les Razorbacks de l'université de l'Arkansas située à Fayetteville dans l'Arkansas aux Aggies de l'université A&M du Texas située à College Station au Texas.
Entre 1992 and 2008, les universités ne se sont pas rencontrées, Arkansas ayant quitté la Southwest Conference (SWC) pour rejoindre la Southeastern Conference (SEC). The La rivalité est réactivée en 2009 et se joue sur un terrain neutre en dehors du contexte des conférences sous la dénomination The Southwest Classic. Le match redevient en 2012 une rivalité de conférence Texas A&M rejoignant à son tour la SEC.
En fin de saison 2024, Arkansas mène la série avec 42 victoires pour 36 à Texas A&M et 3 nuls.

## Histoire
Arkansas et Texas A&M se sont affrontés pour la première fois en 1903, et à trois reprises de 1903 à 1912, ces rencontres étant toutes hors conférence.
Arkansas et Texas A&M ne se sont plus rencontrés ensuite avant 1927, bien que les deux universités soient devenues membres fondateurs de la Southwest Conference (SWC) douze ans plus tôt, en 1915. Les universités se sont revues ensuite chaque année de 1927 à 1930 avant une nouvelle interruption jusqu'en 1934. De 1934 à 1991, les matchs ont été disputés chaque saison, les deux équipes étant membres de la même conférence. Cette série cesse temporairement en 1991 lorsque Arkansas rejoint la Southeastern Conference (SEC).
Le 10 mars 2008, les responsables des deux universités annoncent que la série va reprendre le 3 octobre 2009, le match annuel étant surnommé officiellement le « Southwest Classic ». Le Cowboys Stadium (actuellement AT&T Stadium), situé à Arlington au Texas est désigné comme site neutre pour accueillir les rencontres de la rivalité. L'affluence au stade était initialement prévue autour de 80 000 spectateurs. En fonction de la demande de billets, des sièges temporaires peuvent être ajoutés au stade pour augmenter la capacité jusqu'à 100 000 places, les billets étant répartis à parts égales entre les deux universités. L'accord initial entre les deux université permettait au match d'être joué pendant au moins 10 ans, suivi de 5 options de renouvellement consécutives de 4 ans, ce qui aurait permis au match d'être potentiellement joué pendant un total de 30 saisons consécutives.
La rivalité est redevenue une confrontation de conférence lorsque Texas A&M a rejoint la SEC le 1er juillet 2012 en devenant membre de sa division Ouest tout comme Arkansas,,.
Cependant, pour les deux premières saisons de Texas A&M dans la SEC, les matchs de la série se sont joués alternativement sur les campus des deux universités (Texas A&M en 2012 et Arkansas en 2013). La série reprend sur site neutre au AT&T Stadium dès la saison 2014.
Plusieurs directeurs sportifs de Texas A&M ayant exprimé leur désir de ne plus jouer au AT&T Stadium, il est décidé le 20 juillet 2020 de jouer le match de 2020 au Kyle Field situé à College Station au Texas en raison des précautions découlant de la pandémie de Covid-19 et celui de 2021 au Donald W. Reynolds Razorback Stadium de Fayetteville en Arkansas,. Ce deuxième match n'a pas eu lieu, la série reprenant sur site neutre à Arlington dès 2021.
Après avoir rejoint la SEC en 2012, Texas A&M a connu une séquence de 9 victoires consécutives, ce qui était sa plus longue série de la rivalité et la première séquence de victoires de plus de 2 matchs de cette rivalité pour les Aggies depuis celle de 1938-1943.
Néanmoins, dès la saison 2025, le match de rivalité ne se jouera plus sur le terrain neutre d'Arlington car en plus de l'expansion de la SEC en 2024 ayant conduit à la suppressions des divisions au sein de sa conférence, les deux équipes ne se rencontreront plus sur une base annuelle, celles-ci n'étant pas considérées comme des adversaires protégés dans le calendrier de la conférence.

## Palmarès
Le classement des équipes dans les tableaux ci-dessous est celui de l'Associated Press avant la saison 2014 et celui du comité du College Football Playoff depuis 2014.
| 42 victoires pour Arkansas     | 36 victoires pour Texas A&M                      | 3 nuls                                           |
| Plus large victoire            | Texas A&M, 58–10 (2012)                          | Texas A&M, 58–10 (2012)                          |
| Plus longue série de victoires | Arkansas, 9 (1958–1966) Texas A&M, 9 (2012–2020) | Arkansas, 9 (1958–1966) Texas A&M, 9 (2012–2020) |
| Série en cours sans défaite    | Texas A&M, 3 (2022–présent)                      | Texas A&M, 3 (2022–présent)                      |

| N° | Date              | Lieu                   | Vainqueur     | Score |
| -- | ----------------- | ---------------------- | ------------- | ----- |
| 01 | 31 octobre 1903   | College Station, Texas | Texas A&M     | 06–0  |
| 02 | 29 octobre 1910   | Fayetteville, Arkansas | Arkansas      | 05–0  |
| 03 | 26 octobre 1912   | Dallas, Texas          | Texas A&M     | 27–0  |
| 04 | 15 octobre 1927   | College Station, Texas | Texas A&M     | 40–06 |
| 05 | 27 octobre 1928   | Fayetteville, Arkansas | Arkansas      | 27–12 |
| 06 | 26 octobre 1929   | College Station, Texas | Arkansas      | 14–13 |
| 07 | 18 octobre 1930   | Little Rock, Arkansas  | Arkansas      | 13–0  |
| 08 | 3 novembre 1934   | College Station, Texas | Nul           | 07–07 |
| 09 | 2 novembre 1935   | Little Rock, Arkansas  | Arkansas      | 14–07 |
| 10 | 31 octobre 1936   | College Station, Texas | Arkansas      | 18–0  |
| 11 | 30 octobre 1937   | Fayetteville, Arkansas | #20 Arkansas  | 26–13 |
| 12 | 29 octobre 1938   | College Station, Texas | Texas A&M     | 13–07 |
| 13 | 4 novembre 1939   | Fayetteville, Arkansas | #5 Texas A&M  | 27–0  |
| 14 | 2 novembre 1940   | College Station, Texas | #5 Texas A&M  | 17–0  |
| 15 | 1er novembre 1941 | Little Rock, Arkansas  | #5 Texas A&M  | 07–0  |
| 16 | 31 octobre 1942   | College Station, Texas | Texas A&M     | 41–0  |
| 17 | 30 octobre 1943   | Fayetteville, Arkansas | #19 Texas A&M | 13–0  |
| 18 | 4 novembre 1944   | College Station, Texas | Arkansas      | 07–06 |
| 19 | 3 novembre 1945   | Fayetteville, Arkansas | Texas A&M     | 34–0  |
| 20 | 2 novembre 1946   | College Station, Texas | Arkansas      | 07–0  |
| 21 | 1er novembre 1947 | Fayetteville, Arkansas | Nul           | 21–21 |
| 22 | 30 octobre 1948   | College Station, Texas | Arkansas      | 28–06 |
| 23 | 29 octobre 1949   | Fayetteville, Arkansas | Arkansas      | 27–06 |
| 24 | 4 novembre 1950   | College Station, Texas | Texas A&M     | 42–13 |
| 25 | 3 novembre 1951   | Fayetteville, Arkansas | Arkansas      | 33–21 |
| 26 | 1er novembre 1952 | College Station, Texas | Texas A&M     | 31–12 |
| 27 | 31 octobre 1953   | Little Rock, Arkansas  | Arkansas      | 41–14 |
| 28 | 30 octobre 1954   | College Station, Texas | #4 Arkansas   | 14–07 |
| 29 | 29 octobre 1955   | Fayetteville, Arkansas | Nul           | 07–07 |
| 30 | 3 novembre 1956   | College Station, Texas | #5 Texas A&M  | 27–0  |
| 31 | 2 novembre 1957   | Fayetteville, Arkansas | Texas A&M     | 07–06 |
| 32 | 1er novembre 1958 | College Station, Texas | Arkansas      | 21–08 |
| 33 | 31 octobre 1959   | Fayetteville, Arkansas | #17 Arkansas  | 12–07 |
| 34 | 29 octobre 1960   | College Station, Texas | #12 Arkansas  | 07–03 |
| 35 | 4 novembre 1961   | Fayetteville, Arkansas | Arkansas      | 15–08 |
| 36 | 3 novembre 1962   | College Station, Texas | #8 Arkansas   | 17–07 |
| 37 | 2 novembre 1963   | Little Rock, Arkansas  | Arkansas      | 21–07 |
| 38 | 31 octobre 1964   | College Station, Texas | #4 Arkansas   | 17–0  |
| 39 | 30 octobre 1965   | Little Rock, Arkansas  | #2 Arkansas   | 31–0  |
| 40 | 29 octobre 1966   | College Station, Texas | #9 Arkansas   | 34–0  |
| 41 | 4 novembre 1967   | Fayetteville, Arkansas | Texas A&M     | 33–21 |

| N° | Date               | Lieu                   | Vainqueur     | Score    |
| -- | ------------------ | ---------------------- | ------------- | -------- |
| 42 | 2 novembre 1968    | College Station, Texas | #17 Arkansas  | 25–22    |
| 43 | 1er novembre 1969  | Fayetteville, Arkansas | #4 Arkansas   | 35–13    |
| 44 | 31 octobre 1970    | College Station, Texas | #8 Arkansas   | 45–06    |
| 45 | 30 octobre 1971    | Little Rock, Arkansas  | Texas A&M     | 17–09    |
| 46 | 4 novembre 1972    | College Station, Texas | Texas A&M     | 10–07    |
| 47 | 3 novembre 1973    | Fayetteville, Arkansas | Arkansas      | 14–10    |
| 48 | 2 novembre 1974    | College Station, Texas | #8 Texas A&M  | 20–10    |
| 49 | 6 décembre 1975    | Little Rock, Arkansas  | #18 Arkansas  | 31–06    |
| 50 | 13 novembre 1976   | Little Rock, Arkansas  | #16 Texas A&M | 31–10    |
| 51 | 12 novembre 1977   | College Station, Texas | #8 Arkansas   | 26–20    |
| 52 | 18 novembre 1978   | Little Rock, Arkansas  | #13 Arkansas  | 26–07    |
| 53 | 17 novembre 1979   | College Station, Texas | #8 Arkansas   | 22–10    |
| 54 | 15 novembre 1980   | Fayetteville, Arkansas | Arkansas      | 27–24    |
| 55 | 14 novembre 1981   | College Station, Texas | #16 Arkansas  | 10–07    |
| 56 | 13 novembre 1982   | Little Rock, Arkansas  | #10 Arkansas  | 35–0     |
| 57 | 12 novembre 1983   | College Station, Texas | Texas A&M     | 36–23    |
| 58 | 17 novembre 1984   | Fayetteville, Arkansas | Arkansas      | 28–0     |
| 59 | 16 novembre 1985   | College Station, Texas | Texas A&M     | 10–06    |
| 60 | 15 novembre 1986   | Little Rock, Arkansas  | #17 Arkansas  | 14–10    |
| 61 | 14 novembre 1987   | College Station, Texas | #19 Texas A&M | 14–0     |
| 62 | 12 novembre 1988   | Fayetteville, Arkansas | #11 Arkansas  | 25–20    |
| 63 | 24 novembre 1989   | College Station, Texas | #9 Arkansas   | 23–22    |
| 64 | 17 novembre 1990   | Fayetteville, Arkansas | Texas A&M     | 20–16    |
| 65 | 16 novembre 1991   | College Station, Texas | #13 Texas A&M | 13–03    |
| 66 | 3 octobre 2009     | Arlington, Texas       | Arkansas      | 47–19    |
| 67 | 9 octobre 2010     | Arlington, Texas       | #11 Arkansas  | 24–17    |
| 68 | 1er octobre 2011   | Arlington, Texas       | #18 Arkansas  | 42–38    |
| 69 | 29 septembre 2012  | College Station, Texas | Texas A&M     | 58–10    |
| 70 | 28 septembre 2013  | Fayetteville, Arkansas | #10 Texas A&M | 45–33    |
| 71 | 18 octobre 2014    | Arlington, Texas       | #6 Texas A&M  | 35-281PR |
| 72 | 26 septembre 2015  | Arlington, Texas       | #14 Texas A&M | 28-211PR |
| 73 | 24 septrembre 2016 | Arlington, Texas       | #10 Texas A&M | 45–24    |
| 74 | 23 septembre 2017  | Arlington, Texas       | Texas A&M     | 50-431PR |
| 75 | 29 septembre 2018  | Arlington, Texas       | Texas A&M     | 24–17    |
| 76 | 28 septembre 2019  | Arlington, Texas       | #23 Texas A&M | 31–27    |
| 77 | 31 octobre 2020    | College Station, Texas | #8 Texas A&M  | 42–31    |
| 78 | 25 septeembre 2021 | Arlington, Texas       | #16 Arkansas  | 20–10    |
| 79 | 24 septembre 2022  | Arlington, Texas       | #23 Texas A&M | 23–21    |
| 80 | 30 septembre 2023  | Arlington, Texas       | Texas A&M     | 34–22    |
| 81 | 28 septembre 2024  | Arlington, Texas       | #24 Texas A&M | 21–17    |

## Stades
| États         | Villes          | Stades                               | Nb. | Victoires d'Arkansas | Victoires de Texas A&M | Nuls | Saisons                                  |
| ------------- | --------------- | ------------------------------------ | --- | -------------------- | ---------------------- | ---- | ---------------------------------------- |
| Arkansas      | Fayetteville    | Donald W. Reynolds Razorback Stadium | 21  | 12                   | 07                     | 2    | 1910, 1928, 1937–73, 1980, 1984–90, 2013 |
| Arkansas      | Little Rock     | Kavanaugh Field (en)                 | 12  | 9                    | 3                      | 0    | 1930–35, 1941, 1953, 1963–86             |
| Arkansas      | Total           | 33                                   | 21  | 10                   | 2                      | -    |                                          |
| Texas         | College Station | Kyle Field                           | 34  | 17                   | 16                     | 1    | 1903, 1927–91, 2012, 2020                |
| Texas         | Arlington       | AT&T/Cowboys Stadium                 | 13  | 04                   | 09                     | 0    | 2009–présent                             |
| Texas         | Dallas          | State Fairgrounds                    | 01  | 0                    | 01                     | 0    | 1912                                     |
| Texas         | Total0          | Total0                               | 48  | 21                   | 26                     | 1    | -                                        |
| Total global0 | Total global0   | Total global0                        | 81  | 42                   | 36                     | 3    | -                                        |

## Galerie

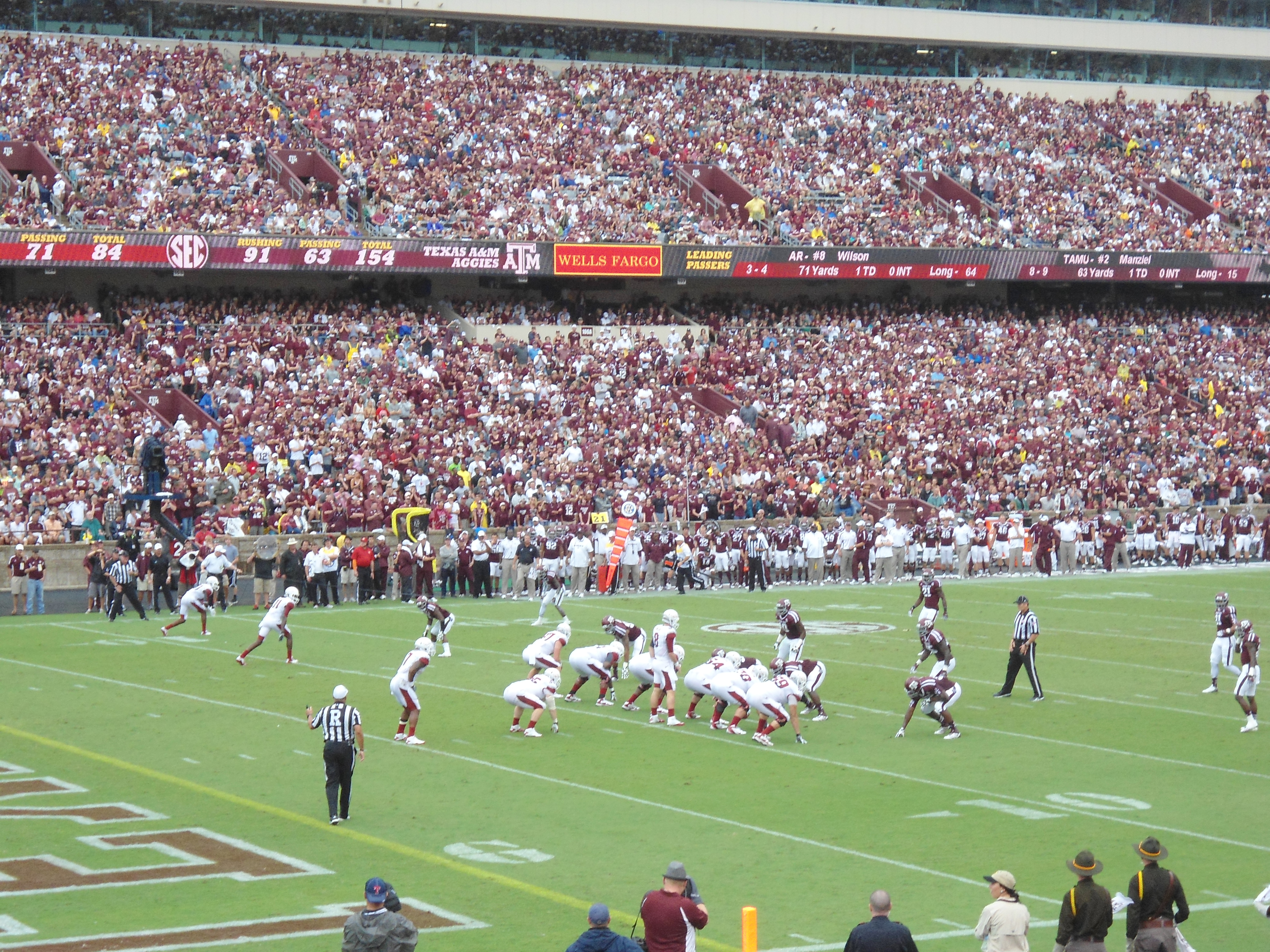
Le match de 2012 joué au Kyle Field de College Station au Texas.

## Articles annexes
- Liste des matchs de rivalité en football américain universitaire de la NCAA